# Jane Grigson
Jane Grigson (née McIntire, le 13 mars 1928 et morte le 12 mars 1990) est une écrivaine anglaise, dans le domaine culinaire.
Elle est chroniqueuse de longue date pour The Observer, et a gagné des prix pour ses livres de cuisine, comme Vegetable Book (1978) et Fruit Book (1982). Elle a été nommée Cookery Writer of the Year en 1977 pour son livre English Food.

## Vie et œuvre
Jane Grigson est née à Gloucester, Gloucestershire, et grandit à Sunderland, Comté de Durham, où son père George Shipley McIntire est secrétaire de mairie. Elle étudie à la Sunderland Church High School et à la Casterton School, à Casterton, Westmorland, puis part au Newnham College, de l'Université de Cambridge, pour étudier l'anglais. Après avoir reçu son diplôme, elle a passé trois mois à Florence, en Italie. Après avoir travaillé dans les galeries d'art, Grigson a travaillé dans une maison d'édition, rejoignant l'entreprise de George Rainbird en 1953 comme chercheuse d'images pour l’encyclopédie People, Places, Things and Ideas. L'éditeur du livre est le poète et critique Geoffrey Grigson (1905–85), qu'elle a épousé par la suite. Elle est devenue sa troisième épouse. Puis Grigson travaille comme traductrice, et obtient le prix John Florio en 1966 pour son travail avec Father Kenelm Foster pour la traduction de l'ouvrage de Cesare Beccaria, On Crimes and Punishments (1966).
Son intérêt pour la nourriture et la cuisine l'amène à l'écriture de son premier livre, Charcuterie and French Pork Cookery (1967), qui est traduit en français, fait très rare pour une écrivaine anglaise. Elizabeth David a lu le livre et a été impressionnée, et recommande Grigson comme chroniqueuse de cuisine pour The Observer. Grigson écrit des articles pour le journal, de 1968 jusqu'à sa mort en 1990. Son association avec le journal a contribué au succès de ses livres, comme Good Things (1971) et Food With the Famous (1979). En 1973, Fish Cookery est publié, puis The Mushroom Feast (1975), une collection de recettes de champignons. Elle a reçu le prix Glenfiddich Writer of the Year Award et le prix André Simon Memorial Fund Book Award pour son Vegetable Book (1978) et son Fruit Book (1982), et elle est élue Cookery Writer of the Year en 1977 pour English Food. 
Grigson est morte à Broad Town (Wiltshire), la veille de son 62e anniversaire. Sa fille Sophie Grigson (née 1959) est aussi écrivaine et animatrice.

## Style d'écriture
Dans sa nécrologie dans The Independent, Alan Davidson a écrit : 

« Jane Grigson a laissé au monde anglophone un héritage de bonne écriture sur la nourriture et la cuisine, sans équivalent.... Elle s'est acquis un grand public parce qu'elle était surtout une écrivaine aimable... une personne de bonne compagnie dans la cuisine; souvent captivant l'imagination avec un morceau bien choisi d'histoire ou de poésie ; mais elle n'échouait jamais à expliquer le "pourquoi" et aussi le "comment" de la cuisine,. »

Comme ceux de sa contemporaine Elizabeth David, les livres de Jane Grigson sont connus pour leurs digressions, amusantes et parfois très longues, sur l'histoire des ingrédients et des recettes. L'introduction d'un chapitre sur les poires dans Fruit Book  contient le passage : 

« Poire d'angoisse, qui était originellement un instrument de torture (un ustensile en métal en forme de poire était introduit dans la bouche et puis étendu). Poires d'angoisse sont nommés ainsi à cause de cette abomination, parce qu'elles étaient piquantes dans la bouche (du foin était mis dans l'eau pour atténuer ce gout). Dans les rues de Paris du XIIIe siècle, les marchands criaient "poires d'angoisse crier haut," ce qui sert, je crois, de souvenir sinistre de  "Cry loud the pears of anguish". L'expression "avaler les poires d'angoisse" veut dire souffrir humiliations et peines. »

Grigson a souvent des opinions tranchées et se montre acerbe au sujet de la cuisine qu'elle n'aime pas. Dans son livre, Vegetable Book, par exemple, elle dit, à propos de la betterave : 

« On n'a pas eu beaucoup de succès avec la betterave dans ce pays. Peut-être est-ce la faute de la betterave. Ce légume n'inspire pas, sauf si vous avez une passion médiévale pour cette nourriture très colorée. Avec tout ce jus violet sanglant à chaque petite occasion, un cuisinier peut sentir raisonnablement que la betterave a concquis la cuisine et est bien trop autoritaire pour un légume. »

Ses livres contiennent  souvent des souvenirs personnels des coutumes culinaires à Northumbria, Wiltshire et en Touraine.

## Héritage
L'International Association of Culinary Professionals (IACP) a créé le Jane Grigson Award en son honneur.
Sa collection personnelle de livres sur la cuisine et la nourriture forme la majeure partie de la Jane Grigson Library, à Oxford Brookes University.
On croit que c'est Grigson qui a popularisé l'idée que si la coquille d'une moule ne s'ouvre pas lorsqu'elle est cuite, la moule n'est pas saine, et il ne faut pas la manger. Maintenant on pense que c'est une idée fausse,. Mais cette idée est restée populaire : après avoir été publiée dans un livre de Grigson dans les années 1970, elle est mentionnée dans 90 % des livres de cuisine en 1990. On pense maintenant que c'est le contraire qui est vrai, ie si une moule ne s'ouvre pas, elle a moins l'opportunité d'être mauvaise.
Le Jane Grigson Trust a été établi en sa mémoire en 3 avril 1991, comme œuvre caritative pédagogique.En mars 2015, en commémoration pour le 25e anniversaire de sa mort, le Jane Grigson Trust a établi un prix pour de nouveaux auteurs de livres de cuisine, le Jane Grigson Trust Award. Le prix a été attribué pour la première fois en mars 2016.

## Livres
- Charcuterie and French Pork Cookery (Michael Joseph, 1967)
- Good Things (1971)
- Fish Cookery (1973)
- English Food (London: Macmillan, 1974; avec illustrations de Gillian Zeiner ; une anthologie de recettes anglaises et galloises de toutes périodes, choisies par Jane Grigson, pour laquelle elle a été élue Cookery Writer of the Year. Une édition révisée et développée est publiée en 1979  (ISBN 0 33326866 0). Les éditions suivantes sont publiées par Ebury Press avec une préface de Sophie Grigson)
- The Mushroom Feast: A Celebration of All Edible Fungi With Over 250 Recipes (1975)[11]
- Jane Grigson's Vegetable Book (1978) (pour lequel elle a reçu le prix Glenfiddich Writer of the Year Award)[12]
- Food with the Famous (1979; Grub Street, 1991; histoires de 11 personnalités historiques — John Evelyn, Jane Austen, Marcel Proust et d'autres — avec recettes de leurs plats préférés)
- Jane Grigson's Fruit Book (1982) (a reçu le prix André Simon Memorial Fund Book Award)

### Autres livres
- The Best of Jane Grigson's British Cookery
- The Best of Jane Grigson's Desserts
- The Best of Jane Grigson's Soups
- Book of European Cooking, Jane Grigson's
- Cooking Spinach
- Cooking with Exotic Fruits and Vegetables
- Dishes From the Mediterranean
- The Elle Cookbook
- The Enjoyment of Food (une anthologie)
- The Fruit, Herbs and Vegetables of Italy
- In Celebration of Chives
- The International Wine and Food Society's Guide to Fish Cookery
- The Observer Guide to British Cookery
- The Observer Guide to European Cookery
- The World Atlas of Food
  - Préface pour An English Flavour de Patricia Hegarty